# Cofrents

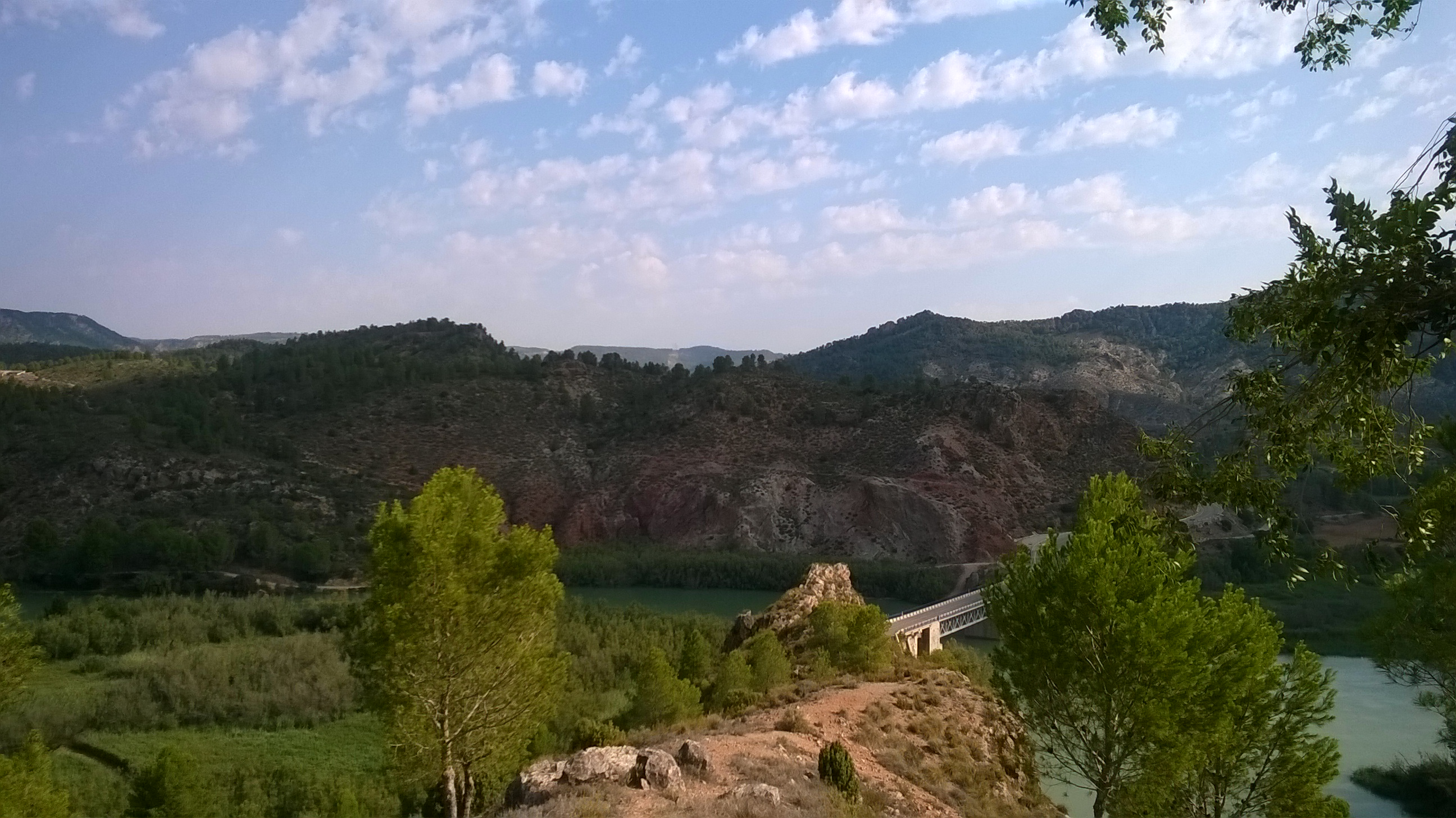
Cofrents

Cofrents (oficialment i en castellà Cofrentes) és un municipi del País Valencià situat a la Vall d'Aiora. El topònim significa «confluència» per ser punt de trobada del Xúquer i del Cabriol, la qual cosa li dona la seua fesomia; en època musulmana pertangué, entre 1147 i 1172 a l'Emirat de Dàniyya, governat per ibn Mardanix.
El terme, de 103.1 km², és força muntanyós, solcat pel Xúquer i el Cabriol i amb altures com el port de la Chirrichana (710 m), los Morrones (853 m); Borregueros (800) o la Repunta (678 m); l'afluència del Cabriol al Xúquer forma l'embassament de l'Embarcadero. A banda de la gran quantitat d'excursions a peu o amb bicicleta que s'hi poden realitzar cal remarcar l'interés espeleològic del municipi amb diferents coves, entre les quals destaquen la Cueva Hermosa i el Volcán.

## Història i orígens
En zona fronterera entre els regnes àrabs i les corones de Castella i d'Aragó, la Vall de Cofrents canvià constantment de mans durant el segle xiii, així després de la conquesta Jaume I va cedir-la a Castella, sota el domini de la qual es va efectuar la repoblació. En 1238 Alfons IX la va donar al seu primogènit, l'infant Sanxo; en 1281 Alfons el Savi, de Castella i Pere III, el Gran, d'Aragó pactaren la cessió a Aragó de la zona i eixe mateix any nomenen batle dels castells de Xanals, Xerafuil i Cofrentes a Pere d'Agulló; en 1329 Alfons IV, el Benigne feu donació a la seua muller, n'Elionor, en 1369 passa al Patrimoni Reial de Pere IV, el Cerimoniós; successivament continuà passant de mà en mà de diferents senyors: el marqués de Villena, n'Elionor de Villena; el comte d'Oliva i el Duc de Gandia, durant tota aquella època la permanència de gran quantitat de musulmans en la zona originà diverses friccions entre els sarraïns i la població cristiana; per exemple, en les Germanies els moriscos feren costat als nobles en el seu interés per sufocar l'alçament; en 1574 obtingué independència eclesiàstica Xarafull.
El 1609 l'expulsió morisca suposà un greu trencament demogràfic –tan sols hi romangueren 17 persones; el duc de Gandia, llavors senyor de la Vall, dirigí la repoblació amb dures condicions de pagaments, en especial les referides a la partició de fruits; en Joan de Navarra, els marquesos de Demax, Isabel de Ladrón, duquessa de Castro; família Mendoza, Pere Centelles Borja continuen engrossint la nòmina de propietaris del castell i la vila fins que el duc d'Osuna cedí en cens emfitèutic al plet que des de feia més d'un segle mantenien els pobladors amb els senyors; va ser capital de la governació o corregiment establert arran de la instauració borbònica, de què eren partidaris els cofrentins, que comprenia tota la Vall d'Aiora i part de la Canal de Navarrés; el 24 de maig de 1812, a causa de l'oposició a la invasió el general napoleònic Granier cremaren els arxius municipals, cremaren el pont, afusellaren i segrestaren alguns cofrentins i arruïnaren el castell; les Guerres Carlines també afectaren Cofrents, on hi hagué diversos enfrontaments; el 1864 una forta riuada provocà la desaparició del conreu de la vinya en el municipi i provocà diverses epidèmies en 1885, el còlera; en 1890, el tifus; en 1892, la verola; ja en el segle xix, durant el regnat de Ferran VII, va ser forta l'oposició de la població de la Vall a seguir complint les exigències senyorials.
El segle xx va marcar una important caiguda demogràfica deguda a l'escàs dinamisme econòmic de la comarca. En l'actualitat, la principal activitat econòmica de la regió es deu a la central nuclear, situada al terme del municipi, i que té prevista el seu tancament l'any 2030.

## Llocs d'interés
El nucli urbà creix a redós del castell i els seus carrers s'empinen cap a ell oferint al visitant gran quantitat de fonts. El patrimoni local presenta:
- El Castell. D'origen àrab ha sofert diverses destruccions, afegits i modificacions, la qual cosa fa que l'estat de conservació siga diferent segons les zones.
- Balneari de Los Hervideros. En funcionament des de 1902.
- Església del Patriarca sant Josep. De 1621.
- Balcó de Pilatos.

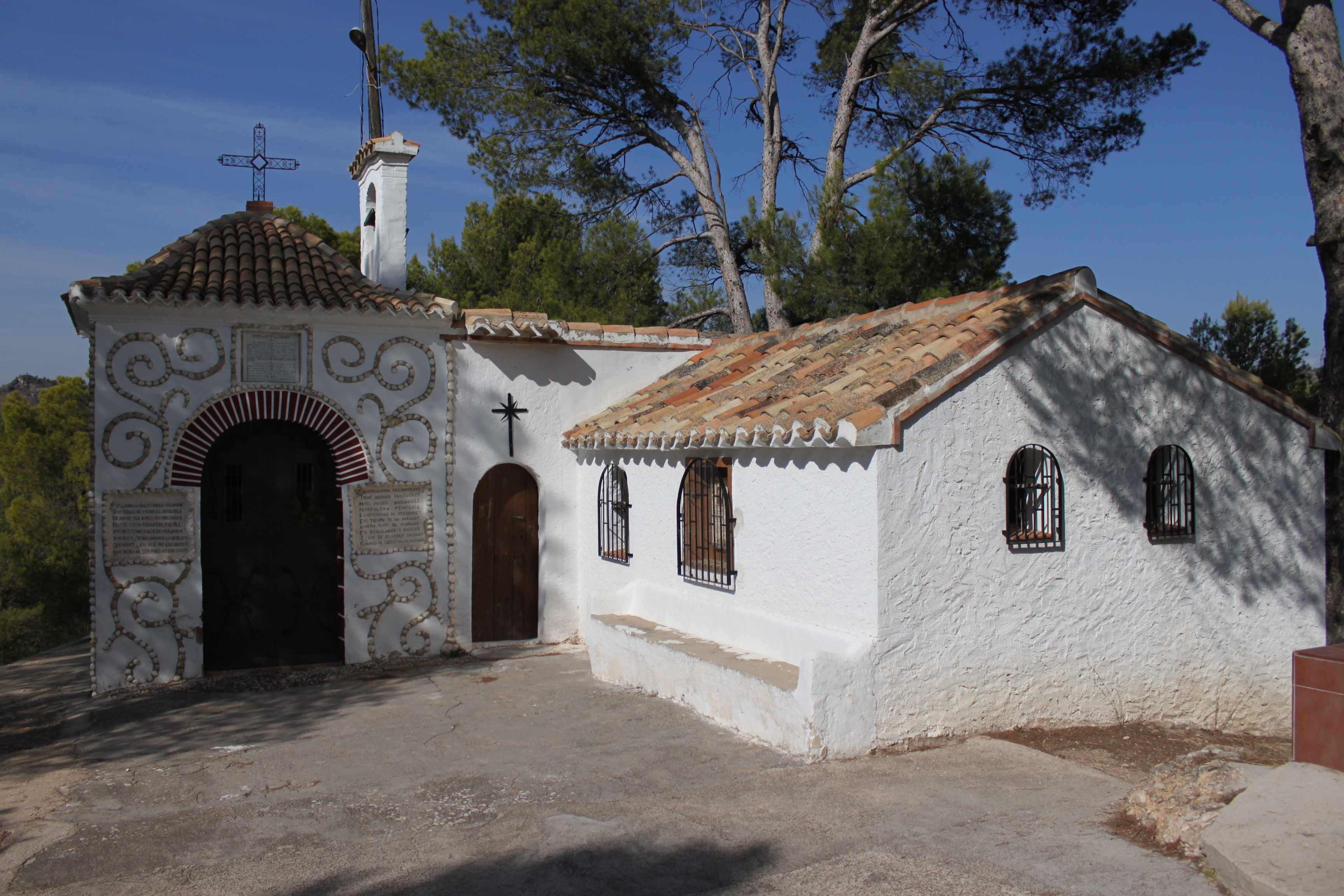
Ermita de la Verge de la Soletat

- Ermita de la Verge de la SoletatPont modernista. Aixecat en 1911 per a salvar el Cabriol.
- Ermites de la Soledat i el Calvari.

## Gastronomia
La gastronomia es basa en els productes de la terra –destaquen les bresquilles– i el seu àpat més conegut és l'olla cofrentina; la beguda local és el zurracapote.

## Festes
Les festes patronals són del 14 al 18 d'agost dedicades a l'Assumpció de la Nostra Senyora, i el 17 de gener per Sant Antoni.